# Арабско завоюване на Египет
Арабското завоюване на Египет е извършено от войски на Праведния халифат между 639 и 646 г. в Египет, тогава под властта на Византийската империя. Десет години преди това по време на войната между Персия и Византия (616 – 629 г.) Египет е временно превзет от персийския цар Хозрой II. След серия от кампании срещу Сасанидите византийският император Ираклий успява да си възвърне Египет. Византийците обаче са изтощени и халифатът се възползва от това, за да нахлуе. Преди това Византия вече му е отстъпила Леванта и арабското царство на Гасанидите. Загубата на богатата византийска провинция Египет и поражението на византийската армия сериозно отслабват Византия, която продължава да губи територии през следващите векове.

## Ход на завоеванието
Армия от 4000 араби, начело с Амр ибн ал-Ас, била пратена от халиф Умар. Арабите нахлули в Египет през Суецкия полуостров и Палестина през декември 639 година и бързо се придвижили по делтата на Нил. Византийските гарнизони отстъпили от много градове на Египет на запад, където се укрепили в крепостта Вавилон и водели успешна отбрана. Но арабите получили подкрепление в размер на 5000 войника в 640 година и разгромили византийците при Хелиополис. Амр изпратил войска в Александрия, която му се предала в съответствие с договор, подписан на 8 ноември 641 година.
Византия предприема опит да си върне Александрия в 645 година, но той се проваля след пълен разгром на византийската армия. В 654 година Констант II изпраща голям флот отново с цел отвоюване на Египет, но флотът е разбит от арабите, които по това време са се укрепили добре. Повече сериозни опити за отвоюване на Египет от арабите Византия не предприема.
Към началото на арабското завоевание в Египет било широко разпространено монофизитското учение, което традиционните християни считали за ерес. Византийското правителство се борело с ереста, но властта на империята в този регион била много слаба. По време на завоеванието монофизитите не оказвали значителна съпротива на нашествениците и даже с радост ги посрещали.